# Беннетт Міллер
Беннетт Міллер (англ. Bennett Miller; нар. 30 грудня 1966, Нью-Йорк) — американський кінорежисер і продюсер, володар 12 нагород великих кінофестивалів світу.

## Фільмографія
- 1998 — Круїз (режисер, сценарист, продюсер)
- 2005 — Капоте (режисер)
- 2011 — Людина, яка змінила все (режисер)
- 2014 — Мисливець на лисиць (режисер, продюсер)